# Bonesioides budongoensis
Bonesioides budongoensis là một loài bọ cánh cứng trong họ Chrysomelidae. Loài này được Freund & Wagner miêu tả khoa học năm 2003.